# Gà rừng Sri Lanka

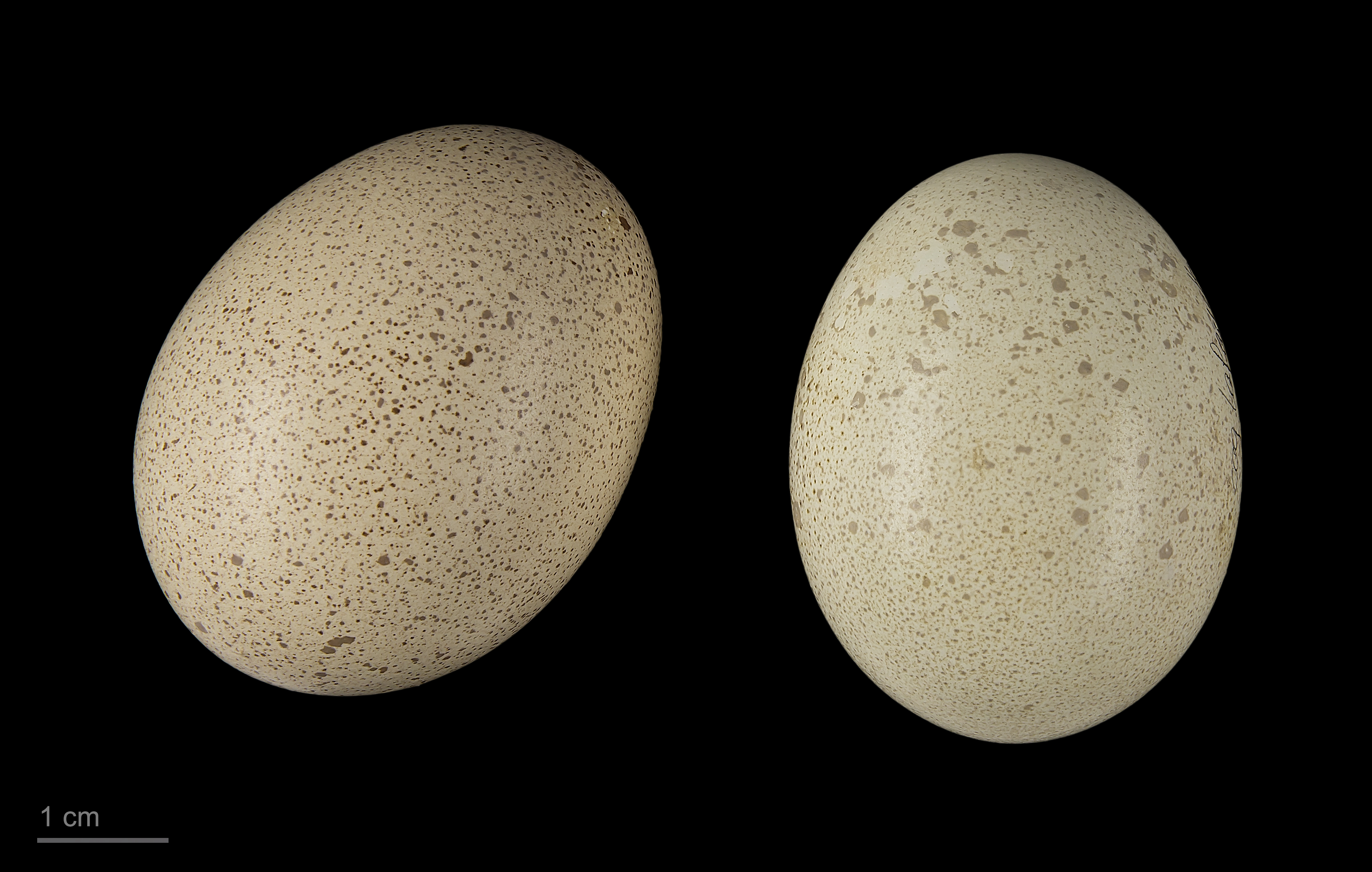
Gallus lafayettii

Gà rừng Sri Lanka hay Gà rừng Tích Lan, tên khoa học Gallus lafayetii, là một thành viên của bộ Galliformes là loài đặc hữu của Sri Lanka, nơi mà nó là loài quốc điểu. Nó liên quan chặt chẽ đến gà rừng lông đỏ (G. gallus), từ đó gà nhà được thuần hóa. Trong tiếng Sinhala nó được gọi là වළි කුකුළා (Wali Kukula)  và trong tiếng Tamil nó được gọi là இலங்கைக் காட்டுக்கோழி.

## Hành vi
Như những loài gà rừng khác, Gà rừng Sri Lanka sống chủ yếu trên mặt đất. Nó dành phần lớn thời gian của mình tìm kiếm thức ăn bằng cách bới đất tìm hạt, trái cây và côn trùng.
Nó đẻ 2-4 trứng trong một tổ hoặc trên nền rừng trong vùng đồi núi dốc hoặc trong các tổ bị bỏ rơi của các loài chim khác và sóc. Như Gà rừng lông xám và Gà rừng lông xanh, Gà rừng Sri Lanka trống đóng một vai trò tích cực trong việc bảo vệ tổ và chăm sóc con non.